# Mike Fontenot

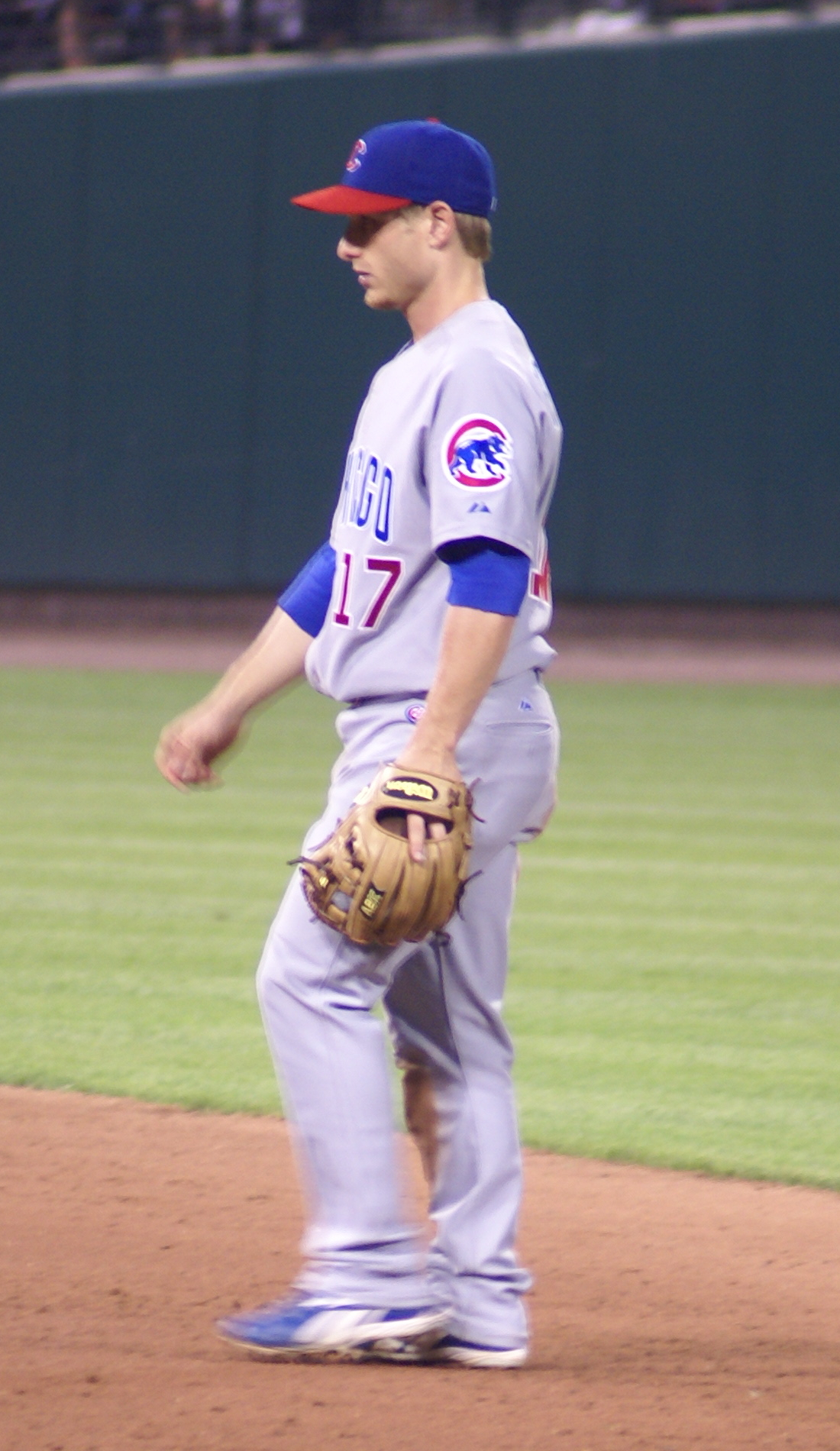

Michael Eugene "Mike" Fontenot é um jogador profissional de beisebol estadunidense.

## Carreira
Mike Fontenot foi campeão da World Series 2010 jogando pelo San Francisco Giants.